# Emmanuel Pío
Ariel Emmanuel Pío (nacido el 4 de noviembre de 1988 en Baradero, Buenos Aires, Argentina) es un futbolista argentino. Juega de mediocampista y su club actual es Colegiales de la Primera B Metropolitana de Argentina.

## Carrera
Pío hizo su debut para Banfield en la victoria 3-2 sobre Argentinos Juniors el 29 de marzo de 2008, desde ese momento se estableció como un jugador regular en Banfield.
En 2009 formó parte del equipo que ganó el Apertura 2009 apareciendo en 6 encuentros. El 13 de diciembre de 2009 celebró con sus compañeros de equipo cuando Banfield ganó el campeonato argentino por primera vez en la historia del club.
En 2011, se fue a jugar al Tigre, pero no obtuvo un rendimiento deseado para el club. Luego se fue a jugar para Deportivo Morón en la Primera B Metropolitana. Luego pasó a jugar en Sportivo Baradero, el equipo de su pueblo, al mando de Marcos Barlatay. 
En 2015 fue fichado por CADU para afrontar el campeonato de Primera C.
En enero de 2022, se convirtió en nuevo refuerzo de Sarmiento (R).

## Honores
Banfield
- Primera División de Argentina: Apertura 2009

## Clubes
| Club               | País      | Año       |
| ------------------ | --------- | --------- |
| Banfield           | Argentina | 2008-2011 |
| Tigre              | Argentina | 2011-2014 |
| Deportivo Morón    | Argentina | 2014-2015 |
| Defensores Unidos  | Argentina | 2015-2016 |
| Sportivo Baradero  | Argentina | 2016      |
| Belgrano de Zárate | Argentina | 2017      |
| Unión San Felipe   | Chile     | 2017-2021 |
| Sarmiento (R)      | Argentina | 2022      |
| Santiago Morning   | Chile     | 2023      |
| Colegiales         | Argentina | 2024-Act. |